# Judeus para Jesus

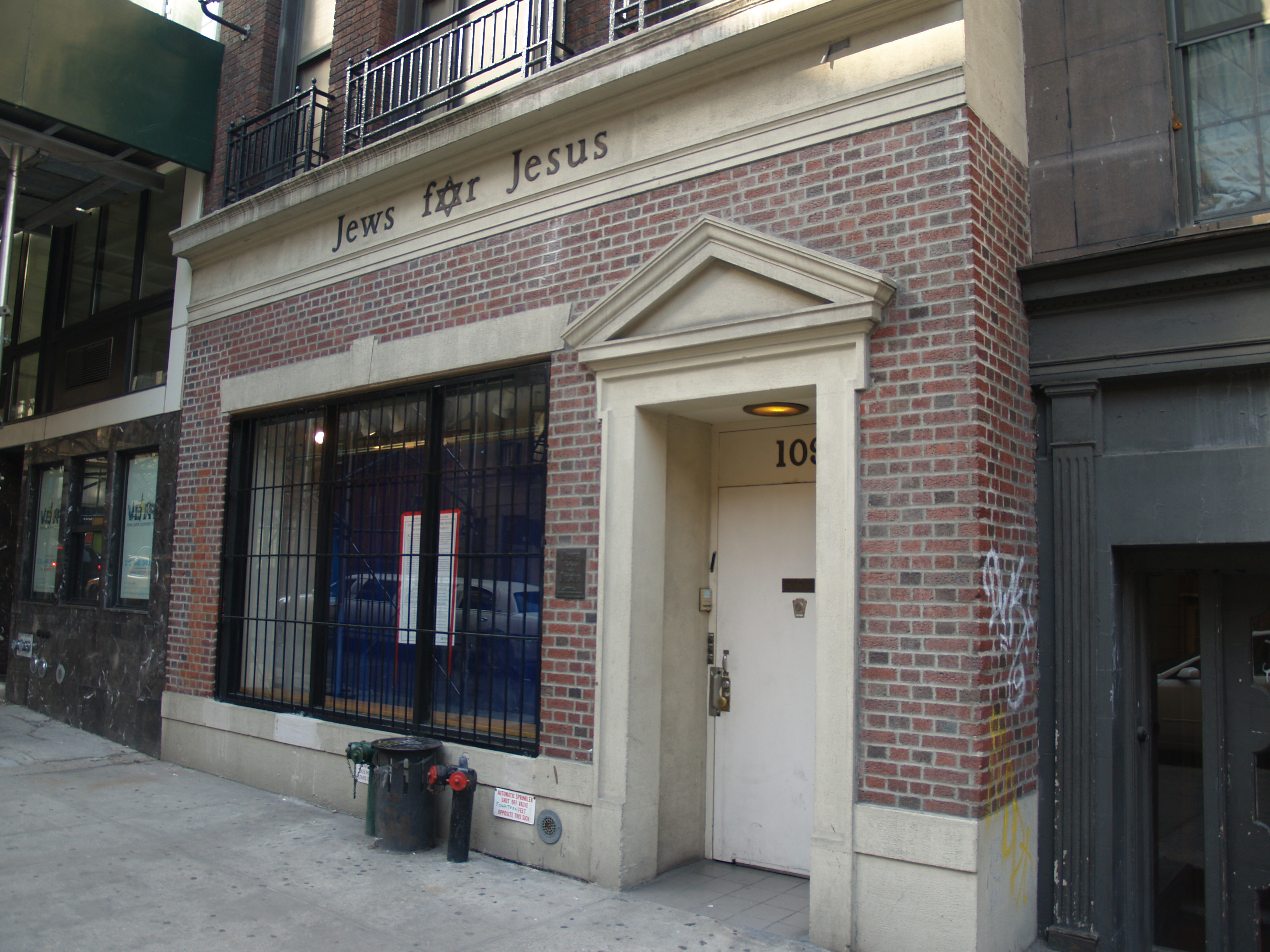
Filial Jews For Jesus na Cidade de Nova York (Estados Unidos).

Judeus para Jesus (em inglês:  Jews for Jesus) é uma organização americana fundada em setembro de 1973 por Martin Rosen, também chamado de Moishe Rosen, ministro batista. Seu principal objetivo é a busca da conversão de membros da comunidade judaica para a aceitação de Jesus de Nazaré como o Messias prometido pela tradição judaica.
O movimento Jews for Jesus começou no final da década de 1960 como um slogan, com o objetivo de buscar a conversão de jovens da causa oriental, onde a maioria eram Judeus.